# Please Me
«Please Me» es una canción de la Rapera Norteamericana Cardi B, cuenta con la participación del cantante Norteamericano Bruno Mars. Fue escrita por Cardi B, Mars, DJ White Shadow, James Fauntleroy, Jonathan Yip, Ray Romulus, Jeremy Reeves, Ray McCullough II y producida por Shadow, Mars y The Stereotypes.

## Promoción
Cardi B reactivó su Instagram para anunciar la colaboración el 14 de febrero, después de haber desactivado su perfil durante varios días después de recibir comentarios negativos de su premio por mejor álbum rap en los Premios Grammy de 2019.

## Posicionamiento en listas
| Lista (2019)                                | Mejor posición |
| ------------------------------------------- | -------------- |
| Alemania (Media Control AG)                 | 83             |
| Australia (ARIA)                            | 22             |
| Bélgica (Flandes) (Ultratip Bubbling Under) | 14             |
| Bélgica (Valonia) (Ultratip Bubbling Under) | 21             |
| Canadá (Canadian Hot 100)                   | 20             |
| Canadá CHR/Top 40 (Billboard)               | 36             |
| Colombia (National-Report)                  | 40             |
| Dinamarca (Tracklisten)                     | 37             |
| Escocia (Scottish Singles Sales Chart)      | 26             |
| Eslovaquia (Singles Digitál Top 100)        | 25             |
| España (PROMUSICAE)                         | 94             |
| Estados Unidos (Billboard Hot 100)          | 3              |
| Estados Unidos (Hot R&B/Hip-Hop Songs)      | 2              |
| Estados Unidos (Mainstream Top 40)          | 20             |
| Estados Unidos (Rhythmic)                   | 18             |
| Europa Digital Songs (Billboard)            | 13             |
| Francia (SNEP)                              | 116            |
| Grecia (IFPI Grecia)                        | 59             |
| Hungría (Single Top 40)                     | 22             |
| Hungría (Stream Top 40)                     | 25             |
| Irlanda (IRMA)                              | 21             |
| Japón (Japan Hot 100)                       | 32             |
| Japón Hot Overseas (Billboard)              | 14             |
| Nueva Zelanda (Recorded Music NZ)           | 19             |
| Países Bajos (Mega Single Top 100)          | 73             |
| Portugal (AFP)                              | 35             |
| Reino Unido (UK Singles Chart)              | 12             |
| Reino Unido (UK R&B Chart)                  | 5              |
| República Checa (Rádio Top 100)             | 56             |
| Suecia (Sverigetopplistan)                  | 74             |
| Suiza (Schweizer Hitparade)                 | 57             |

## Historial de lanzamiento
| Región         | Fecha                 | Formato                    | Discografía        | Ref.   |
| -------------- | --------------------- | -------------------------- | ------------------ | ------ |
| Mundo          | 15 de febrero de 2019 | Descarga digital Streaming | Atlantic Records   |        |
| Reino Unido    | 15 de febrero de 2019 | Contemporary hit radio     | Atlantic Records   | [ 32 ] |
| Italia         | 15 de febrero de 2019 | Contemporary hit radio     | Warner Music Group | [ 33 ] |
| Estados Unidos | 19 de febrero de 2019 | Contemporary hit radio     | Atlantic Records   | [ 34 ] |

## Premios y nominaciones
| Año  | Premiación                        | Categoría               | Resultado | Ref.   |
| ---- | --------------------------------- | ----------------------- | --------- | ------ |
| 2019 | BET Awards                        | Vídeo del Año           | Nominado  | [ 35 ] |
| 2019 | BET Awards                        | Mejor colaboración      | Nominado  | [ 35 ] |
| 2019 | BET Hip Hop Awards                | Mejor colaboración      | Nominado  | [ 35 ] |
| 2019 | MTV Video Music Awards            | Mejor Vídeo Pop         | Nominado  | [ 36 ] |
| 2019 | Soul Train Music Awards           | Mejor Colaboración      | Nominado  | [ 37 ] |
| 2020 | ASCAP Pop Music Awards            | Reconocimiento especial | Ganador   | [ 38 ] |
| 2020 | ASCAP Rhythmn & Soul Music Awards | Reconocimiento especial | Ganador   | [ 39 ] |